# Romana Pahor
Romana Pahor, slovenska plesalka in koreografinja, 3. junij 1980, Ljubljana.
Največje uspehe kot plesalka je dosegla s soplesalcem Boštjanom Pavčkom in formacijo Plesne šole Kazina. Za vrhunske dosežke je v letu 2001 prejela priznanje Športne zveze Ljubljane. Večkratna članska državna, evropska in svetovna prvakinja in podprvakinja že več let deluje kot plesna učiteljica in koreografinja.
PLESNI USPEHI
1992
- 6. mesto, DP, show solo
- 6. mesto, DP, disco dance solo
1993
- 2. mesto, DP, show solo 
1996
- 1. mesto, DP, show pari (Mojca's dancers, točka Two Lost Souls,koreografija: Romana in Primož)
- 6. mesto, EP, show pari
- 6. mesto, SP, show pari, edini slovenski par v finalu 
- 3. mesto, SP, show velike formacije člani (Mojca's dancers)
1997
- 1. mesto, DP, show pari (Mojca's dancers, koreografija: Romana in Primož)
- 3. mesto, EP, show pari, Bratislava
- 2. mesto, Evropski pokal, show pari
1998
- 1. mesto, DP, show velike formacije člani(Kazina, točka Storm, koreografija: Mojca Uršič)
- 1. mesto, SP, show velike formacije člani
1999
- 1. mesto, DP, show velike formacije člani(Kazina, točka Factory, koreografija: Mojca Uršič)
- 1. mesto, SP, show velike formacije člani
2000
- 1. mesto, DP, show pari (točka Big Spender, koreografija:Mirjam Podobnik)
- 1. mesto, Svetovni pokal, show pari
- 2. mesto, DP, show velike formacije člani(Kazina, točka Tango, koreografija: Mojca Uršič)
- 1. mesto, EP, show velike formacije člani
- 2. mesto, SP, show velike formacije člani
2001
- 1. mesto, DP, show pari (točka Hanky Panky,koreografija: Romana in Boštjan)
- 1. mesto, EP, show pari
- 2. mesto, SP, show pari
- 1. mesto, DP, show velike formacije člani Kazina, točka Sanje, koreografija: Mojca Uršič)
- 2. mesto, EP, show velike formacije člani
- 2. mesto, SP, show velike formacije člani 
2002
- 1. mesto, DP, show pari (točka Here's to you,koreografija: Mirjam Podobnik)
- 2. mesto, EP, show pari
- 7. mesto, SP, show pari
- 2. mesto, DP, show male skupine člani(točka Producing, koreografija: Romana in Blaž G.)
- 2. mesto, Svetovni pokal, show male skupine člani
- 1. mesto, EP, show male skupine člani
- 1. mesto, SP, show male skupine člani
- 1. mesto, DP, show velike formacije člani(Kazina, točka Life, koreografija: Mitja Popovski)
- 1. mesto, EP, show velike formacije člani
- 1. mesto, SP, show velike formacije člani 
2005
- 1. mesto, jazz nad 15 let, Just dance plesni festival,elitna zlata kolajna 
2006
- 1. mesto, DP, show velike formacije člani,(PK Miki, točka: Distortion, koreografija: Blaž G.)
- 7. mesto, SP, show velike formacije člani, 
- 1. mesto, Mednarodna plesna trofeja Italije, show velike formacije člani, zlata nagrada 